# Smlouva (katolické kanonické právo)

„Váhy spravedlnosti“ – kanonické právo katolické církve

V katolickém kanonickém právu se kanonické smluvní právo řídí právem civilní jurisdikce, v níž katolické kanonické právo působí (smlouva je latinsky: contractus; starofrancouzsky: contract; moderně francouzsky: contrat; italsky: contratto).

## „Kanonizace“ civilní smluvní judikatury
Viz též: Kodex kanonického práva z roku 1983, Smlouva a Závazkové právo
Někdy kanonické právo činí z občanského práva (práva občanské společnosti) právo vlastní a přiznává mu v kanonickém právu stejnou účinnost, jako kdyby bylo skutečně vyhlášeno kanonickými zákonodárci, s výhradou, že takové občanské právo neodporuje právu Božímu a kanonické právo nestanoví jinak. To je třeba považovat za více než „pouhé uznání“ světského práva; takové světské právo „se stává právem kanonickým“.
Smluvní právo je oblastí občanského soudnictví, kterou kodex z roku 1983 „kanonizuje“. Je-li smlouva platná v občanském právu, je platná i v právu kanonickém. Je-li smlouva neplatná podle občanského práva, je tím neplatná i v právu kanonickém.
Kán. 1290 – Obecné i zvláštní normy světského práva o smlouvách a jejich plnění, účinné na daném území, mají stejné účinky v kanonickém právu ve věcech, které podléhají církevní pravomoci, pokud tyto normy neodporují božskému právu nebo pokud kanonické právo nestanoví jinak, při zachování kán. 1547.
Před kodexem z roku 1917 kanonické právo vyžadovalo, aby se při uzavírání smluv církevními morálními osobami (v kodexu z roku 1983 označovanými jako „právnické osoby“, s výjimkou Svatého stolce a katolické církve jako takové) dodržovalo římské závazkové právo. Kánon 1529 kodexu z roku 1917 přinesl posun, pokud jde o smluvní právo, a uznal civilní právo závazné na konkrétním území, kde byla smlouva uzavřena, za závazné i v kanonickém právu (s určitými výjimkami).
Právní způsobilost fyzických a právnických osob uzavírat smlouvy však pochází ze samotného kanonického práva, a nikoli z práva občanského, i když ustanovení občanského smluvního práva jsou v kanonickém právu dodržována se stejnými účinky.
Nelze tedy říci, že by kanonické právo bylo univerzálním smluvním právem.

## Římský původ a morální učení
Hlavní článek: Římské právo
Kanonické a morální učení v této oblasti je rozvinutím učení obsaženého v římském občanském právu. V římském právu byla pouhá dohoda mezi dvěma stranami o tom, že něco dají, udělají nebo se něčeho zdrží, holou smlouvou (pactum nudum), která nezakládala žádný občanskoprávní závazek a nebylo možné ji vymáhat. Aby vznikl občanskoprávní závazek, který měl být vymáhán soudně, musel být oděn do nějaké investitivní skutečnosti, kterou právo uznávalo. Ne že by holá smlouva byla považována za zbavenou jakékoli závaznosti; dávala vzniknout přirozenému závazku a mohla být důvodem pro právní výjimku. Čestný člověk by své závazky dodržel, i kdyby věděl, že se nelze dovolávat práva, které by ho k tomu donutilo.
Morální teologie, která je vědou o křesťanském jednání, se nemohla spokojit s pouhým právním pohledem na účinek smlouvy. Pokud měla dohoda všechny ostatní náležitosti platné smlouvy, musela ji morální teologie nutně považovat za závaznou, i když se jednalo o holou smlouvu, kterou nebylo možné vymáhat u soudů. Kanonické právo tento morální postoj učinilo svým vlastním. V dekretálech Řehoře IX. je výslovně stanoveno, že smlouvy, byť holé, se musí dodržovat a že je třeba usilovně se snažit, aby bylo splněno, co člověk slíbil. Tak se stalo, že holé smlouvy mohly být vymáhány u křesťanských soudů, a církevní zákonodárství nakonec posloužilo k prolomení přísného formalismu římského práva a připravilo půdu pro spravedlivější smluvní právo, které nyní mají všechny křesťanské národy.
V kanonickém a morálním učení je jen stěží možné rozlišovat mezi holou smlouvou nebo pouhou dohodou a smlouvou. Definice první z nich, kterou uvádí římský právník, je často používána kanonisty k definici smlouvy. Říkají, že smlouva je souhlas dvou nebo více osob se stejným návrhem; nebo, vystihujíce trochu určitěji účinek a předmět smlouvy, definují ji jako dohodu, kterou se dvě nebo více osob vzájemně zavazují něco dát, konat nebo se něčeho zdržet.
Z pohledu moralisty je tedy každá dohoda, kterou vážně uzavřou ti, kdo jsou schopni uzavírat smlouvy s ohledem na nějaký zákonný předmět, smlouvou, ať už je možné takovou dohodu vymáhat u občanskoprávních soudů, nebo ne. Zkoumá se úmysl stran, a pokud se vážně zamýšlely zavázat, existuje mezi nimi smluvní vztah.

## Morální závaznost právně neplatných smluv
Viz též: Vnitřní a vnější fórum (katolické kanonické právo) a Communitas perfecta
Toto učení však vyvolává důležitou otázku. Církev plně uznává a hájí právo státu vydávat zákony pro světské blaho svých občanů. Všechny státy vyžadují určité formality pro platnost určitých úkonů. Známým příkladem jsou poslední vůle a závěti, a i když nejde přísně vzato o smlouvy, princip je stejný a poslouží jako příklad toho, o co jde. Dalším příkladem je listina, jediná formální smlouva anglického práva.
Závěť, která neobsahuje požadované náležitosti, je ze zákona neplatná, ale jaký je účinek takového neplatného zákona ve fóru svědomí? O této otázce se mezi moralisty hodně diskutuje.
Někteří tvrdili, že takové právo je závazné jak na vnitřním, tak na vnějším fóru, takže formální smlouva, která postrádá formální náležitosti vyžadované zákonem, je neplatná ve svědomí stejně jako v právu.
Jiní zastávali opačný názor a tvrdili, že nedostatek formálnosti se týká pouze vnějšího fóra občanského práva a ponechává nedotčenou přirozenou povinnost vyplývající ze smlouvy.
Obecné mínění se přiklání ke střednímu proudu. Má za to, že nedostatek formálních náležitostí sice činí smlouvu neplatnou z hlediska zákona, ale z hlediska svědomí ji činí pouze neúčinnou, takže dokud jedna ze stran nepožádá o zrušení smlouvy, zůstává smlouva platná a každý, kdo z ní má prospěch, může svůj prospěch v klidu užívat. Pokud však zúčastněná strana podá návrh na její zrušení a učiní tak účinně, přičemž se v případě potřeby obrátí na soud, musí se pak obě strany řídit právem, které činí smlouvu neplatnou a neúčinnou.